# Moynish More
Moynish More är en ö i republiken Irland.   Den ligger i grevskapet Maigh Eo och provinsen Connacht, i den nordvästra delen av landet, 240 km väster om huvudstaden Dublin. Arean är 0,41 kvadratkilometer.
Terrängen på Moynish More är platt. Öns högsta punkt är 23 meter över havet. Den sträcker sig 0,9 kilometer i nord-sydlig riktning, och 0,7 kilometer i öst-västlig riktning.